# Joseph Jullien
Joseph Jullien (1725-1774) est un peintre en porcelaine et industriel français.

## Biographie
Associé au sculpteur Charles Symphorien Jacques, Joseph Jullien devint en 1763 locataire de la faïencerie de Sceaux que leur louait le chimiste Jacques Chapelle. Son associé et lui gérèrent en parallèle la Manufacture de Mennecy. Le bail de la première ayant expiré en 1772 et celui de la seconde en 1773, tous deux créèrent la faïencerie de Bourg-la-Reine, implantée au no 116 Grande-Rue (actuelle avenue du Général-Leclerc).
Joseph Jullien y mourut le 16 mars 1774. Son fils Joseph-Léon prit la relève et se retira de l'affaire en 1780). Celle-ci cessa à la suite d'une faillite en 1804.